# Lluís Marin Tarroch
Lluís Marin Tarroch (Andorra la Vella, 12 ottobre 1988) è un ex snowboarder andorrano.

## Biografia
In Coppa del Mondo ha esordito il 13 settembre 2008 a Chapelco non riuscendo a concludere la gara.
Nel 2010 ha debuttato ai giochi olimpici di Vancouver terminando in trentaquattresima posizione nello snowboardcross mentre nel 2014, a Sochi, terminò venticinquesimo nella stessa gara.
Nel 2018 ha preso parte ai XXIII Giochi olimpici invernali a Pyeongchang venendo eliminato nelle batterie e concludendo in trentaquattresima posizione nella gara di snowboard cross.

## Palmarès

### Coppa del Mondo
- Miglior piazzamento nella Coppa del Mondo di snowboard cross: 8º nel 2016
- 2 podi:
  - 2 terzi posti